# Bogo (Camerún)
Bogo es una comuna camerunesa perteneciente al departamento de Diamaré de la región del Extremo Norte.
En 2005 tiene 95 230 habitantes, de los que 22 851 viven en la capital comunal homónima.
Se ubica sobre la carretera P3, unos 30 km al noreste de Maroua.

## Localidades
Comprende, además de la ciudad de Bogo, las siguientes localidades:
- Adarwala
- Adarwala II
- Addia
- Adibe
- Agaïda
- Agardawatchi
- Allagarnore
- Alloukirou
- Ardjanire III
- Ardowo
- Aria-Aria
- Atiba
- Babadam
- Bagalaf
- Balda
- Balewal
- Bankire
- Baouli
- Baouli Ardjanire I
- Baouli Mousgoum
- Baouli Ribaou
- Barriare
- Berni Djire
- Birniguel
- Blamotokore
- Bogore
- Boreil Mango
- Botchawo
- Boudou Mango
- Boudou Sap-Sap
- Boudou Wouro Kaou
- Boudouyel
- Bounguel
- Danki
- Danky Djoutngo
- Dassi
- Diguir
- Diguir
- Djabinguel
- Djafoungo
- Djiddel
- Djoutngo Modibo
- Do'ou Louggol
- Doldoldewo
- Doudo
- Foukarbewo
- Gada Gassade
- Gadamayo
- Golombere
- Goulof
- Goulof
- Gouriki
- Gouzoublam
- Gueling
- Gueling
- Guinelaye
- Guirle
- Harde
- Hodande Dacdalak
- Hodande Maoudo
- Hodango
- Kagawo (Balda)
- Kagawo (Sedek)
- Kalanwo
- Kassaïwo
- Kassaïwo-Kessouwo
- Kawaya
- Kerewo
- Kesker
- Koblon
- Koradai
- Korho Tourhi
- Kourdaya
- Lopere
- Louggol Ngari
- Madaka
- Madide
- Magoumaï
- Marvak
- Massoyel
- Matabel
- Matchabantal
- Mbaddi
- Mbadjiwal
- Messegue
- Metche
- Mokodos
- Mokozoumaï
- Morgoï
- Mororodjoungo
- Mongossi
- Nerba
- Mororo
- Ngalaga
- Ngarawo
- Regue
- Sakkazamai
- Sanwan Hodande
- Saoudjo
- Sawawo
- Sedek
- Siratare
- Soulkadou
- Sourade
- Sourbawol
- Souttiningo
- Tankirou Djaligo
- Tankirou II
- Tanneo
- Tanneo
- Taourou
- Tchabawol
- Tchakamadje
- Tchakamadje
- Tchakkawo
- Tchasdewo
- Tchinalaye
- Tchoffol
- Touppere
- Tourmatal
- Touroukre
- Towndewo
- Wakkaboungo
- Walayite
- Wawago
- Winde
- Woïla-Mayo
- Wouro
- Wouro
- Wouro
- Wouro Abba
- Wouro Bani
- Wouro Gadjel
- Wouro Garga
- Wouro Mango
- Wouro Messere
- Yamdjidjimre
- Yoldé-Tchoukol
- Yolel
- Yonkolde
- Yorondou
- Zalawo
- Zina Mokorom
- Zina Sadawol
- Zina-Harde
- Zinabalam I